# Öffentlichkeitsbeteiligungsgesetz
Das Gesetz über die Öffentlichkeitsbeteiligung in Umweltangelegenheiten nach der EG-Richtlinie 2003/35/EG (Öffentlichkeitsbeteiligungsgesetz) soll gemeinsam mit dem Umwelt-Rechtsbehelfsgesetz die europäische Richtlinie 2003/35/EG (sog. Öffentlichkeits-Richtlinie) in deutsches Recht umsetzen. Es bringt Änderungen im Bereich der Öffentlichkeitsbeteiligung in verschiedene Fachgesetze ein.

## Hintergrund
Das Gesetz dient der Anpassung des Bundesrechts an die zwingenden europarechtlichen Vorgaben. Die EG-Richtlinie 2003/35/EG war bis zum 25. Juni 2005 in deutsches Recht umzusetzen. Die Bundesregierung kam mit der Umsetzung in Verzug. Ein Gesetzentwurf wurde nach Eröffnung eines Vertragsverletzungsverfahrens erst im August 2006 ins Parlament eingebracht und als besonders eilbedürftig gekennzeichnet.
Die Richtlinie 2003/35/EG diente ihrerseits der Umsetzung des UN/ECE-Übereinkommens über den Zugang zu Informationen, die Öffentlichkeitsbeteiligung an Entscheidungen und den Zugang zu Gerichten in Umweltangelegenheiten (sog. Aarhus-Konvention).
Das Öffentlichkeitsbeteiligungsgesetz trat am 15. Dezember 2006 in Kraft. Die Europäische Kommission hat das beim Europäischen Gerichtshof anhängige Vertragsverletzungsverfahren im Januar 2007 zurückgenommen.
Um die Umsetzung der Öffentlichkeits-Richtlinie bzw. der Aarhus-Konvention ist in Deutschland ein intensiv geführter juristischer Streit entstanden. Im Mittelpunkt stand und steht dabei die Frage, in welchem Umfang den Umwelt- und Naturschutzverbänden Beteiligungs- und Klagemöglichkeiten eingeräumt werden sollen.

## Öffentlichkeitsbeteiligung
Die Öffentlichkeitsbeteiligung ist ein wichtiger Bestandteil planungsrechtlicher Verfahren. Sinn und Zweck ist es, der interessierten Öffentlichkeit die Möglichkeit zu geben, sich an Genehmigungsverfahren zu umweltrelevanten Vorhaben zu beteiligen, durch Einsichtnahme in die Planungsunterlagen und Stellungnahmen, sog. Einwendungen. Die Öffentlichkeit sind neben den Betroffenen und interessierten Bürgern vor allem die Umwelt- und Naturschutzverbände. Diese bringen die Belange von Umwelt und Natur in die Planung ein. 
Geändert wird durch das Gesetz u. a. das UVPG (Gesetz über die Umweltverträglichkeitsprüfung) und das BImSchG (Bundes-Immissionsschutzgesetz).

## Kritik
Ebenso wie das Umwelt-Rechtsbehelfsgesetz ist das Öffentlichkeitsbeteiligungsgesetz in die Kritik geraten. Der Bundesgesetzgeber hat die Angleichung der deutschen Gesetzeslage an die europäischen Vorgaben genutzt, weitere Modifizierungen der Art und Weise der Öffentlichkeitsbeteiligung einzuführen: Die Umwelt- und Naturschutzverbände müssen weder über das Planungsverfahren unterrichtet werden noch bekommen sie die für die Einwendung erforderlichen Planungsunterlagen unaufgefordert übersandt. Die Benachrichtigung erfolgt per Amtsblatt oder Bekanntgabe via Internet.